# أنتوني براون (توفي 1548)
السير أنتوني براون ، KG (حوالي 1500  - 6 مايو 1548) بارك منڨوادرى في ساسكس، إنجلترا، كان عضوًا في البرلمان وأحد رجال الحاشية الذي شغل منصب سيد الحصان للملك هنري .